# Качокавало
Качокавало (італ. caciocavallo, італійська вимова: [ˌkatʃokaˈvallo]) — італійський сир, виготовлений із коров'ячого або овечого молока, походить із Сицилії. Виробляється по всій Південній Італії, зокрема в Апеннінських горах і на півострові Гаргано.
Сирна головка має особливу овальну форму з перетяжкою зверху. За смаком схожий на витриманий південноіталійський сир проволоне з твердою їстівною шкіркою. Смак сиру залежить від періоду дозрівання; від солодкуватого (8—9 днів) до гострого (5—6 місяців). Також виготовляють підкопченим.

## Етимологія
Італійська назва сиру caciocavallo буквально означає «кінський сир», і, як правило, вважають, що назва походить від того, що дві головки сиру завжди зв'язані між собою мотузкою, а потім залишаються дозрівати, розміщені «на коні (a cavallo)», тобто, на горизонтальній палиці або гілці.
Іноді стверджується, що спочатку він готувався з кобилячого молока, хоча жодних історичних підтверджень цьому немає

## Історія
Ймовірно, качокавало вперше згадується близько 500 р. до н. е. Гіппократом, коли той підкреслював «кмітливість греків у виготовленні сиру». Колумелла у своєму класичному трактаті про сільське господарство «De re rustica» (35—45 рр. н. е.) Точно описав методи, що використовуються при його приготуванні, таким чином це один із найдавніших відомих сирів у світі. Види сиру з назвами, подібними до «caciocavallo», поширені на Балканах та в Південній Італії (Східне Середземномор'я).
На Сицилії сир рагузано, відомий місцевим як «caciocavallo ragusano», мусив відмовитись від назви «caciocavallo», щоб отримати статус DOP.

## Види
В Італії існують багато різних видів качокавало, деякі з них визнані Prodotto agroalimentare tradizionale (традиційний регіональний харчовий продукт), такі як Caciocavallo podolico (виробляється з використанням тільки молока великої рогатої худоби породи подоліка), Caciocavallo di Castelfranco (з долини Міскано на Апеннінах) або Caciocavallo di Godrano (також часто називають caciocavallo palermitano).

## Захищений географічний статус (PDO)
Caciocavallo Silano виготовляється з коров'ячого молока у визначених районах Південної Італії, в регіонах Базіліката, Калабрія, Кампанія, Молізе та Апулія, і отримав захищений географічний статус у 1993 р.

## В інших мовах
Албанською: Kaçkavall; болгарською and македонською Кашкавал; рум. Caşcaval; серб. Качкаваљ/Kačkavalj; сиц. Caciucavaddu; тур. Kaşkaval/Kaşar; івр. קשקבל/Kashkaval; грец. Κασκαβάλι/Kaskavali, Κασέρι/Kaseri; арабською: Kashkawane (Arabic: قشقوان).
Кожен із цих місцевих сирів відрізняється як від Caciocavallo Silano, так і один від одного.